# لیام اوبرایان
لیام اوبرایان (انگلیسی: Liam O'Brien؛ زادهٔ ۲۸ مهٔ ۱۹۷۶) هنرپیشه، صداپیشه و فیلم‌نامه‌نویس اهل ایالات متحده آمریکا است.
شناخته شده ترین صدا پیشگی های او برای صدا پیشگی در بازی های رایانه ای همچون لیگ افسانه‌ها در نقش یاسائو و در انیمه ناروتو در نقش گارا است.